# Basilianus griveaui
Basilianus griveaui es una especie de coleóptero de la familia Passalidae.

## Distribución geográfica
Habita en Vietnam.